# Arheo
Arheo je slovenski dramski film iz leta 2011 v režiji in po scenariju Jana Cvitkoviča. V filmu brez govorjene besede poskušajo ženska, moški in deček preživeti v brezčasni pokrajini, ob tem pride tudi do interakcije med njimi, občasno nasilne. Na Festivalu slovenskega filma je dobil vesno na najboljši slovenski film.

## Igralci
- Medea Novak - ženska
- Niko Novak - moški
- Finzi Tommaso - deček